# Salix pseudolasiogyne
Salix pseudolasiogyne là một loài thực vật có hoa trong họ Liễu. Loài này được H. Lév. miêu tả khoa học đầu tiên năm 1912.